# New York Botanical Garden

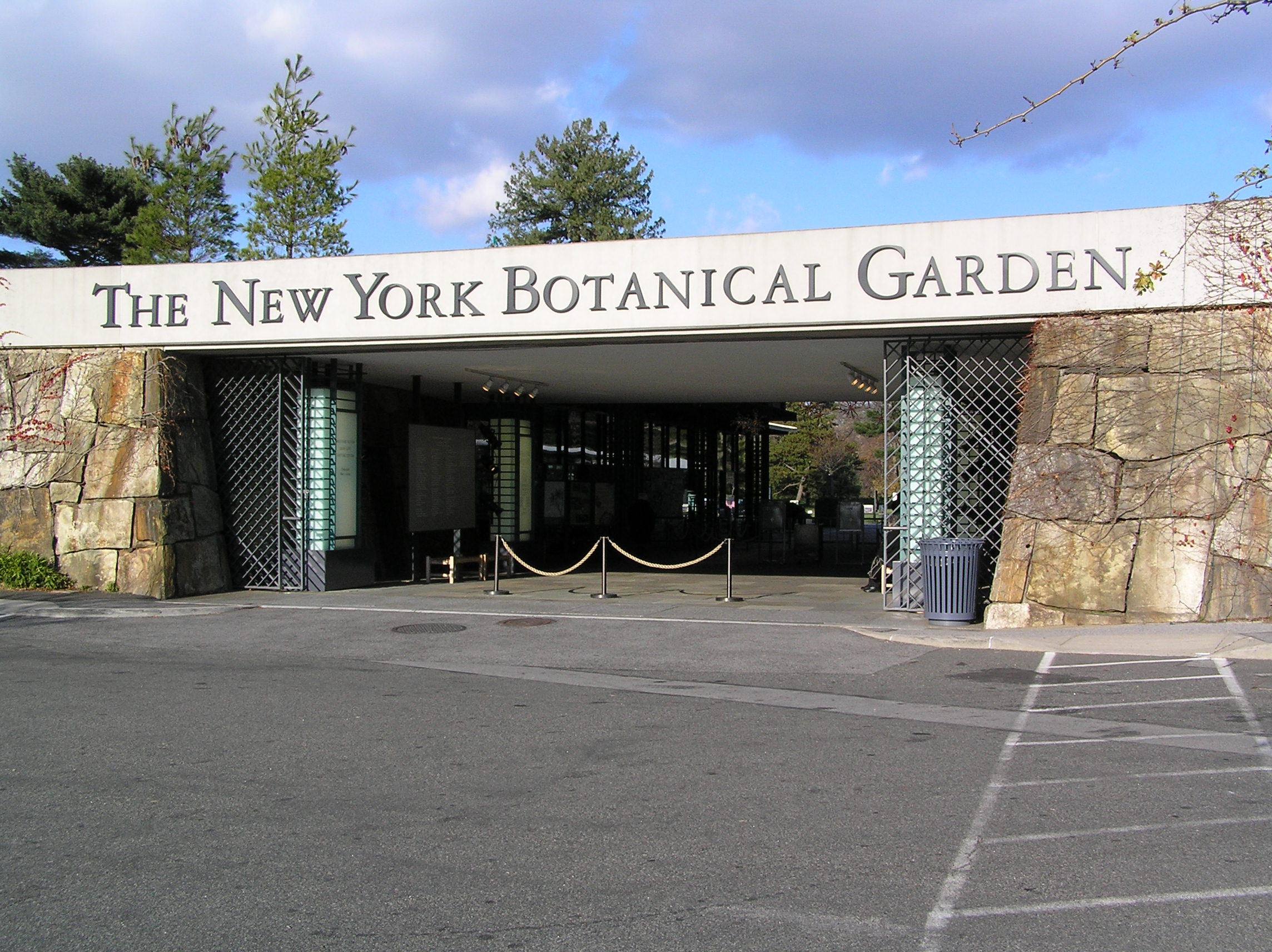
Ingang

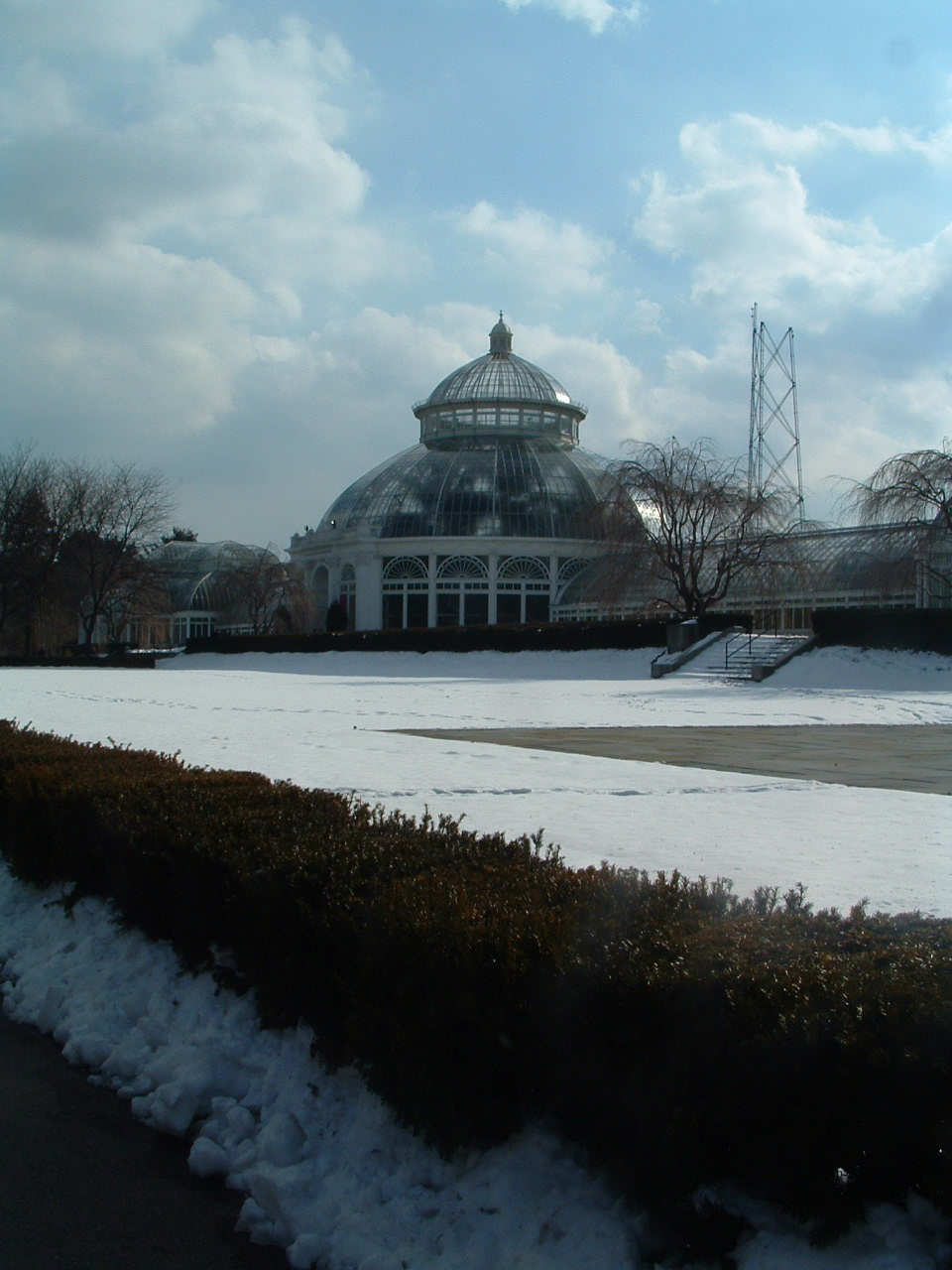
Enid A. Haupt Conservatory in de winter

The New York Botanical Garden (NYBG) is een botanische tuin in New York. Het is met een oppervlakte van 1 km² een van de grootste botanische tuinen van de Verenigde Staten. Het ligt in het Bronx Park in het stadsdeel The Bronx. Er is een aantal gerenommeerde plantenlaboratoria te vinden.
De botanische tuin werd in 1891 opgericht op een deel van de grond van Belmont Estate, het voormalige bezit van tabaksmagnaat Pierre Lorillard. De oprichting vond plaats na een fondsenwervingscampagne die werd geleid door botanicus Nathaniel Lord Britton. Hij wilde de Royal Botanic Gardens, Kew in het Verenigd Koninkrijk overtreffen.
De botanische tuin ligt aan East 200th Street en Kazimiroff Boulevard. De tuin omvat 48 verschillende tuinen en plantencollecties. Er is een cascade-waterval, draslanden en een bomentuin van 0,2 km² met Amerikaanse eiken, Fagus grandifolia, Prunus, berken, tulpen en Fraxinus americana. Sommige bomen zijn meer dan twee eeuwen oud.
Er zijn veel bezienswaardigheden te zien. Hieronder zijn de Enid A. Haupt Conservatory (een smeedijzeren broeikas in de stijl van het Crystal Palace, die in de jaren 90 van de negentiende eeuw werd gebouwd door Lord & Burnham), Peggy Rockefeller memorial rose garden (een rosarium waarvan het oorspronkelijke ontwerp uit 1916 van de hand van landschapsarchitect Beatrix Farrand is), een Japanse rotstuin, een pinetum van 0,15 km², een aantal onderzoekscentra waaronder een weefselkweeklaboratorium, een bibliotheek met 50.000 boeken en een herbarium met honderdduizenden botanische specimens, die vaak meer dan een eeuw oud zijn. In het centrum van de tuin ligt 0,162 km² oerbos, dat het laatste restant van het originele bos representeert dat heel New York besloeg voor de komst van Europese kolonisten in de zeventiende eeuw. Het bos wordt doorkliefd door de Bronx River met zijn rivierdal en stroomversnellingen. Op de oever staat de Lorillard snuff-grinding mill, een molen uit de jaren 40 van de negentiende eeuw.
The New York Botanical Garden is aangesloten bij Center for Plant Conservation, een non-profit netwerk van meer dan dertig botanische instituten in de Verenigde Staten, dat zich richt op de bescherming en het herstel van de inheemse flora van de Verenigde Staten. De botanische tuin is tevens aangesloten bij de Plant Conservation Alliance (PCA), een samenwerkingsverband dat zich richt op de bescherming van planten die van nature voorkomen in de Verenigde Staten.Tevens is de tuin lid van de American Public Gardens Association en van Botanic Gardens Conservation International, een non-profitorganisatie die botanische tuinen samen wil brengen in een wereldwijd samenwerkend netwerk om te komen tot het behoud van de biodiversiteit van planten. Daarnaast is de botanische tuin aangesloten bij de American Institute of Biological Sciences (AIBS), een wetenschappelijke associatie die zich richt op het bevorderen van biologisch onderzoek en onderwijs in de Verenigde Staten. De tuin is lid van de Natural Science Collections Alliance, een Amerikaanse non-profit-associatie die zich richt op de ondersteuning van natuurwetenschappelijke collecties, hun menselijke middelen, de instituten die de collecties huisvesten en hun onderzoeksactiviteiten.
De botanische tuin is aangesloten bij de Biodiversity Heritage Library (BHL), een samenwerkingsproject dat is gericht op het digitaliseren en beschikbaar stellen via open access van literatuur met betrekking tot biodiversiteit. Ook is de tuin een partner van de Encyclopedia of Life, een online project dat een overzicht wil geven van alle bekende soorten organismen.
De botanische tuin is een bron van vele wetenschappelijke publicaties, waaronder de botanische tijdschriften Brittonia en Botanical Review. Tevens is de botanische tuin verantwoordelijk voor de publicatie van het tijdschrift Economic Botany, het tijdschrift van de Society for Economic Botany. In de botanische tuin bevindt zich het secretariaat van de Organization for Flora Neotropica (OFN), een organisatie die als doel heeft om een gepubliceerd overzicht te geven van de flora van de neotropen. De publicatiereeks hiervan, de Flora Neotropica, wordt uitgegeven door de New York Botanical Garden Press.
De bibliotheek van de botanische tuin is de LuEsther T. Mertz Library. Deze bibliotheek is aangesloten bij de Council on Botanical and Horticultural Libraries (CBHL), een internationale organisatie van individuen, organisaties en instituten die zich bezighouden met de ontwikkeling, het onderhouden en het gebruik van bibliotheken met botanische literatuur en literatuur over tuinen. De tuin is tevens aangesloten bij de American Society of Botanical Artists, een vereniging die zich richt op de promotie van contemporaine botanische kunst.